# Agrodiaetus damonides
Agrodiaetus damonides är en fjärilsart som beskrevs av Otto Staudinger 1899. Agrodiaetus damonides ingår i släktet Agrodiaetus och familjen juvelvingar. Inga underarter finns listade i Catalogue of Life.